# Vivien Chartres
Vivien Chartres (Torino, 25 giugno 1893 – Hove, 1º settembre 1941) è stata una violinista britannica, figlia della scrittrice italiana Annie Vivanti.

## Biografia
Vivien Chartres nacque a Torino il 25 giugno 1893, figlia dell'avvocato e attivista irlandese John Smith Chartres (1862–1927) dal quale ereditò la cittadinanza britannica, e della scrittrice e poetessa italiana Annie Vivanti (1866–1942). Quest'ultima, oltre ad essere stata una delle amanti di Giosuè Carducci, era anche la nipote del novelliere Paul Lindau e del letterato Rudolf Lindau. Vivien Chartres iniziò a suonare violino ad una giovanissima età e i suoi genitori, notando lo spiccato talento della bambina, la inviarono, all'età di dieci anni, a studiare a Praga sotto la guida del musicista ceco Otakar Ševčík.
Chartres si esibì per la prima volta presso la Queen's Hall a Londra nel 1904, durante un concerto nel quale si esibirono anche Marie Hall e Mischa Elman. Nonostante la critica elogiò la performance di Chartres, all'esibizione seguì uno scandalo che coinvolse la madre e il suo manager. Costoro, infatti, non solo mentirono sull'età di Vivien, affermando che avesse nove anni e non undici, ma, secondo diversi critici, erano rei di aver caricato la bambina di lavoro e di stress. Accusati entrambi sulla base di una nuova legge volta a prevenire lo sfruttamento dei minori, sia Annie Vivanti e sia Narciso Vert, il manager della giovane violinista, furono costretti a pagare una salatissima multa. Nonostante la controversia, Vivien Chartres si esibì di nuovo alla Queen's Hall due anni dopo, nel 1906.

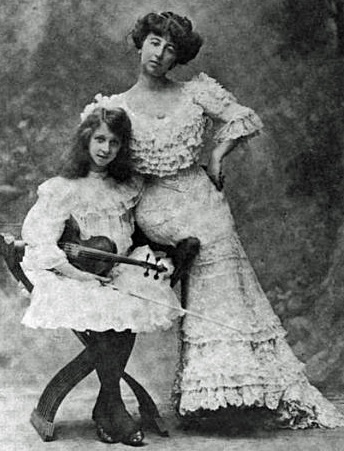
Chartres e la madre nel 1901.

Lo stesso anno, insieme ad altre personalità del mondo dello spettacolo del calibro di Harry Lauder, Violet Vanbrugh e Ellaline Terriss, Chartres prese parte a un concerto di beneficenza il cui scopo era raccogliere fondi per prestare soccorso a coloro che erano stati colpiti dall'esplosione della miniera di Courrières. Successivamente, Vivien Chartres tornò brevemente in Italia, ove si esibì davanti alla regina Margherita, mentre a Marienbad suonò in un concerto a cui partecipò anche il re Edoardo VII. Nel 1907, a dicembre, si esibì a Sheffield insieme alla pianista Irene Scharrer, mentre l'anno successivo, a Huddersfield suonò con Mark Hambourg.
Nel 1910, Vivien Chartres divenne nuovamente popolare in quanto il nuovo romanzo scritto dalla madre, The Devourers (in Italia pubblicato da Treves l'anno successivo col titolo I divoratori), la vedeva, insieme all'autrice stessa, come la seconda protagonista. Infatti, I divoratori tratta in maniera romanzata del rapporto tra la madre e Vivien Chartres e di quanto la prima si sia sentita "divorata" dai successi immediati della figlia.
Nel 1915, Vivien Chartres sposò a Milano l'imprenditore Arthur Lindsey Burns. La coppia ebbe due figli, Vivien Anne-Marie e Cecil, tuttavia il marito morì di malattia dieci anni dopo il loro matrimonio. Nel 1927, Chartres si risposò in seconde nozze Richard Young, col quale visitò per l'ultima volta l'Italia, incontrando inoltre a Roma durante un evento ufficiale tenuto a Villa Borghese lo stesso anno da Benito Mussolini. Tuttavia, i due coniugi morirono suicidi il 1º settembre 1941, probabilmente a causa della dolorosa malattia di cui marito e moglie soffrivano. Una breve lettera che scrissero prima di morire recita: "Non posso andare avanti. Ce ne andremo insieme, in silenzio e in pace".